# Blepisanis incensoides
Blepisanis incensoides là một loài bọ cánh cứng trong họ Cerambycidae.